# Cam York
Cameron "Cam" York, född 5 januari 2001, är en amerikansk professionell ishockeyback som är kontrakterad till Philadelphia Flyers i National Hockey League (NHL) och spelar för Lehigh Valley Phantoms i American Hockey League (AHL). Han har tidigare spelat för Michigan Wolverines i National Collegiate Athletic Association (NCAA) och Team USA i United States Hockey League (USHL).
York draftades av Philadelphia Flyers i första rundan i 2019 års draft som 14:e spelare totalt.

## Statistik
| 2015–2016   | Shattuck St. Mary's Sabres |             | 60 | 18 | 51 | 69 | 15 | — | — | — | — | — |
| 2016–2017   | Shattuck St. Mary's Sabres |             | 54 | 9  | 39 | 48 | 6  | — | — | — | — | — |
| 2017–2018   | Team USA                   | USHL        | 33 | 3  | 11 | 14 | 12 | — | — | — | — | — |
|             | U.S. National U17 Team     |             | 38 | 5  | 20 | 25 | 12 | — | — | — | — | — |
|             | U.S. National U18 Team     |             | 21 | 3  | 10 | 13 | 6  | — | — | — | — | — |
| 2018–2019   | Team USA                   | USHL        | 28 | 7  | 26 | 33 | 12 | — | — | — | — | — |
|             | U.S. National U18 Team     |             | 63 | 14 | 51 | 65 | 16 | — | — | — | — | — |
| 2019–2020   | Michigan Wolverines        | NCAA        | 30 | 5  | 11 | 16 | 10 | — | — | — | — | — |
| 2020–2021   | Philadelphia Flyers        | NHL         | 1  | 0  | 0  | 0  | 0  | — | — | — | — | — |
|             | Michigan Wolverines        | NCAA        | 24 | 4  | 16 | 20 | 4  | — | — | — | — | — |
|             | Lehigh Valley Phantoms     | AHL         | 6  | 2  | 3  | 5  | 4  | — | — | — | — | — |
| NHL totalt  | NHL totalt                 | NHL totalt  | 1  | 0  | 0  | 0  | 0  | — | — | — | — | — |
| NCAA totalt | NCAA totalt                | NCAA totalt | 54 | 9  | 27 | 36 | 14 | — | — | — | — | — |
| USHL totalt | USHL totalt                | USHL totalt | 61 | 10 | 37 | 47 | 24 | — | — | — | — | — |

### Internationellt
| Källa: Uppdaterad: 2021-05-09 | Källa: Uppdaterad: 2021-05-09 | Källa: Uppdaterad: 2021-05-09 |         | Utv = Utvisningsminuter | Utv = Utvisningsminuter | Utv = Utvisningsminuter | Utv = Utvisningsminuter | Utv = Utvisningsminuter |
| År                            | Lag                           | Mästerskap                    | Matcher | Mål                     | Assists                 | Poäng                   | Utv                     |                         |
| ----------------------------- | ----------------------------- | ----------------------------- | ------- | ----------------------- | ----------------------- | ----------------------- | ----------------------- | ----------------------- |
| 2018                          | USA                           | U18-VM                        | 7       | 0                       | 6                       | 6                       | 0                       |                         |
| 2019                          | USA                           | U18-VM                        | 7       | 4                       | 7                       | 11                      | 0                       |                         |
| 2020                          | USA                           | JVM                           | 5       | 0                       | 0                       | 0                       | 2                       |                         |
| 2021                          | USA                           | JVM                           | 7       | 1                       | 5                       | 6                       | 0                       |                         |
| Junior totalt                 | Junior totalt                 | Junior totalt                 | 26      | 5                       | 18                      | 23                      | 2                       |                         |